# Thalpophila vitalba
Thalpophila vitalba là một loài bướm đêm trong họ Noctuidae.